# Comuna Sobolivka, Teplîk
Sobolivka (în ucraineană Соболівка) este o comună în raionul Teplîk, regiunea Vinnița, Ucraina, formată din satele Antonivka și Sobolivka (reședința).

## Demografie
Componența lingvistică a satului Sobolivka
     Ucraineană (99,05%)
     Alte limbi (0,93%)
Conform recensământului din 2001, majoritatea populației satului Sobolivka era vorbitoare de ucraineană (99,05%), existând în minoritate și vorbitori de alte limbi.